# 班約區 (昆士蘭州)
班約是布里斯本市內北部的市轄區。

## 外部連結
- University of Queensland: Queensland Places: Banyo （页面存档备份，存于）

27°22′34″S 153°04′44″E / 27.37611°S 153.07889°E